# Delvina
Delvina (albánsky také Delvinë) je malé město ležící v jižní Albánii. Město má asi 4200 obyvatel (odhad z roku 2004). V Delvině, stejně jako ve stejnojmenném okrese, žije početná řecká menšina. Před druhou světovou válkou zde žila i významná židovská komunita původem ze Španělska. Po válce téměř celá komunita emigrovala do Izraele.